# Operatie Oberon
Onder de codenaam Operatie Oberon werden in augustus 1945 Duitse krijgsgevangenen vrijgelaten. 

## Geschiedenis
Tijdens de Tweede Wereldoorlog maakte de geallieerden veel krijgsgevangenen. Het betrof hier veelal soldaten, maar ook administratieve leden van het leger werd krijgsgevangen gemaakt. Tijdens Operatie Oberon werden hoofdzakelijk administratieve persooneelsleden, die sleutelposities in diverse organisaties hadden ingenomen, vrijgelaten.